# Karl Wilhelm Bareiss
Wilhelm Bareiss (* 23. März 1819 in Tübingen; † 12. Juli 1885 in Stuttgart; auch: Karl Wilhelm Bareiss oder Wilhelm Friedrich Carl Bareiß) war ein deutscher Architekt, Hochschullehrer und Baubeamter, er war von 1860 bis 1871 Erster Stadtbaumeister in Winterthur.

## Leben
Wilhelm Bareiss stammte aus einer Zimmererfamilie. Er studierte nach dem Besuch des Gymnasiums in Tübingen an der Baugewerkschule Stuttgart und ab 1841 an der Bauschule der Kunstakademie München und ab 1842 an der Berliner Bauakademie. Nach Studienreisen durch die Niederlande, Belgien, Frankreich und Italien lehrte er ab 1844 selbst an der Baugewerkschule Stuttgart. Zwischen 1855 und 1860 arbeitete er als Hofbaumeister der Fürsten von Thurn und Taxis in Neresheim.
Von 1860 bis 1871 hatte er die Position des Ersten Stadtbaumeisters in Winterthur inne. Stadtpräsident Johann Jakob Sulzer hatte die Stelle eingerichtet, um die dringende bauliche Entwicklung in Winterthur voranzutreiben. Unter der Leitung von Bareiss und teilweise nach seinen Plänen entstanden bedeutende Bauten im Stil der Neugotik: das Salz-, Korn- und Lagerhaus, die Kavalleriekaserne, die Bad- und Waschanstalt, das Haus zur Bauhütte (beherbergt heute das Kino und Hotel Loge), die Kirche St. Peter und Paul sowie das Haus zur Gloria. Bareiss sah in der Erhaltung des Stadtbilds von Winterthur sein Lebenswerk. Als die Stadt die Tore und Türme der Altstadt abreißen ließ, fühlte er sich nach mündlicher Überlieferung betrogen und trat 1871 von seinem Amt zurück. Er kehrte nach Stuttgart zurück und lehrte bis 1885 an der Baugewerkschule und am Polytechnikum Stuttgart.

## Bauten in Winterthur
(Auswahl)

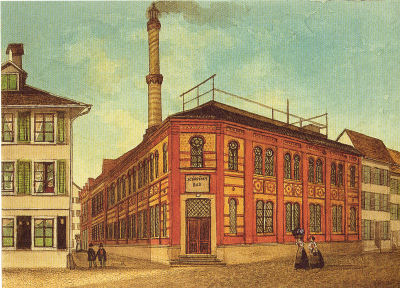
Bad- und Waschanstalt, Aquarell von Jakob Ziegler-Sulzberger, 1868

- 1861: Kavalleriekaserne (Mehrzweckanlage Teuchelweiher)[1]
- 1862–1864: Bad- und Waschanstalt, Badgasse (maurisch)

Die Bad- und Waschanstalt Winterthur wurde 1864 mit Badewannen aus Carrara-Marmor, verschiedensten Duschmöglichkeiten, Bädern mit chemischen Zusätzen und einem Schwimmbad eröffnet. Es war das erste Hallenbad der Schweiz und wurde wegen seines Aussehens auch „Badewannenmoschee“ genannt.
- 1862: Neubau des Hauses «Zum Feigenbaum» an der Steinberggasse (heute Albani Music Club)
- 1863–1864: Umbau des Waaghauses

Das Waaghausentstand als bedeutendster gotischer Profanbau der Altstadt 1503 und diente als Kaufhaus und Waaghalle, in der alle in Winterthur gehandelten Waren gewogen und verzollt werden mussten.
- 1866–1868: katholische Kirche St. Peter und Paul

Die erste neu errichtete katholische Kirche im nachreformatorischen Zürich stellt ein Denkmal der Kantonsgeschichte dar und ist der architektonische Mittelpunkt des beim industriellen Aufschwungs Winterthurs neu geschaffenen Neuwiesenquartiers. Bareiss entwarf einen Längsbau mit Chor und Front-Turm und übernahm damit das gängige Schema neugotischer Pfarrkirchen.
- 1867–1870: Friedhofskapelle auf dem Friedhof Rychenberg

Bareiss baute die gotisch geformte Friedhofskapelle als architektonischen Schmuck. Die innen stilvoll dekorierte Kapelle diente für Abdankungen bei Beerdigungen und galt als reifstes Werk von Bareiss.
- 1868: Haus Zur Gloria

Wohn- und Geschäftshaus als verputzter Backsteinbau mit neugotischer Fassade, einer reich gestalteten Mittelachse mit Erker und einem hohen Portal, das von Statuen (Merkur und Vulkan) begrenzt wird
- 1871 Springbrunnen beim Stadthaus (Neorenaissance)[1]